# Kadokawa Pictures
Kadokawa Herald Pictures, Inc. (角川ヘラルド映画株式会社?, Kadokawa Herarudo Eiga Kabushiki-gaisha) è uno studio cinematografico giapponese.

## Storia
Fondato nel 1942 come Daiei Motion Picture Company (大映株式会社?, Daiei Kabushiki-gaisha), lo studio fallì nel 1971. Nel 1974 il marchio fu rilevato dalla Tokuma Shoten che nel 2002 lo ha ceduto alla Kadokawa Shoten, e l'azienda venne rinominata Kadokawa Daiei Motion Picture Co., Ltd., poi Kadokawa Pictures. Nel marzo 2004, Kadokawa Pictures ha acquistato il 44% della Nippon Herald Films ed il restante 56% delle quote a fine anno. Il 1º marzo 2006 ha nuovamente mutato denominazione, diventando la Kadokawa Herald Pictures, Inc.
È uno dei più grandi studi cinematografici giapponesi ed è conosciuto per opere come la serie cinematografica di Gamera e la trilogia di Daimajin. Infine ha prodotto la serie cinematografica Zatōichi e la serie televisiva Shōnen Jet. Ha prodotto anche qualche film di Kōzō Saeki.